# マレーシア・プレミアリーグ
マレーシア・プレミアリーグ（英語: Malaysia Premier League、マレー語: Liga Premier Malaysia）とは、マレーシアにおけるサッカーのセカンドディビジョンである。スポンサーの名前からTMマレーシア・プレミアリーグ（テレコム・マレーシア）やアストロ・マレーシア・プレミアリーグ（アストロ）と呼ばれていたこともある。
リザーブチームを除く成績上位2クラブがトップディビジョンであるマレーシア・スーパーリーグに昇格する。

## 歴史
1998年から2003年にかけては2部リーグとしてマレーシア・プレミア・ツー・リーグがマレーシア・プレミア・ワン・リーグの下に存在していた。その後、マレーシア・プレミア・ワン・リーグがマレーシア・スーパーリーグに改称した。
2004年から2006年にかけては、マレーシアのプロリーグは以下のようになっていた。
1. 1部: マレーシア・スーパーリーグ
2. 2部: マレーシア・プレミアリーグ グループA
3. 2部: マレーシア・プレミアリーグ グループB

シーズンが終わった時点で各グループの一位チームがスーパーリーグに昇格する制度であった。また、各グループの最下位チームはナショナルリーグ・マレーシアに降格する制度であった。両グループの1位チームはその年のプレミアリーグの覇者を決めるために対決するという形であった。
2006-07シーズンからは1グループ制に改組され、11チームで同リーグを戦うこととなった。
2010年には、マレーシアサッカー協会がスポンサーのアストロによる新たなロゴを発表した。
以前は各州、あるいは王宮警察や陸軍のサッカー協会に所属するクラブがプロリーグに参戦していた。しかし、アジアサッカー連盟 (AFC) からそのことが問題視され、協会とクラブの分離が行われない場合にはAFCクラブライセンスを交付しない旨の通達がなされたことから、マレーシアサッカー協会 (FAM) は2021年シーズン開幕までにマレーシア・スーパーリーグおよびマレーシア・プレミアリーグに参加する全てのクラブに対して運営主体をサッカー協会 (FA) から独立させてサッカークラブ (FC) に転換することを義務付け、履行されないクラブに対してはFAMクラブライセンスを交付しないことになった。
また、２021年シーズンにはハリマウ・ムダの再来とも言える若手育成チーム「FAM-MSNプロジェクト」のリーグ参戦が決定している。

## 外国人
プレミアリーグに所属するチームの中には問題のあるチームも存在している。多くのチームが外国人選手を必要とし、結果として外国人枠を使い切ることが多い。その外国人はシーズン前のトライアルの結果を元にチームに加入することが多いのであるが、2、3試合の後に放出されることも多い。
サラワクFAに所属していたイヴァン・ジガはスロバキアのサッカー選手である。彼の主張するところによると、契約が9ヶ月も早く理由も無しに突如打ち切られたという。そこで彼はマレーシアサッカー協会に対してこの状態について報告したものの、返答は見られなかったため、国際サッカー連盟にこのことを報告した。このようなケースはマレーシアでは決して珍しいものではない。アフリカ出身の選手を中心に、チームからの説明もなく登録を抹消させられ、給与も支払われないケースが多く見られていた。
外国人選手は2012シーズンから再び同リーグに加入することとなった。全ての外国人選手は国際移籍証明書を前所属チームの所属するサッカー協会から発行してもらうことが同リーグに選手登録するための要件となった。外国人選手の雇用に関するガイドラインも現在存在している。
プレミアリーグの前身を含むマレーシアの2部リーグでは、要件無く3人までの外国人選手の雇用が認められている。4人目を雇用する場合は試合に3人までしか出さないことが条件となっている。

## 賞金
2012年時点の賞金額を示す。
- リーグ優勝: RM 300,000
- リーグ二位: RM 150,000
- リーグ三位: RM 75,000

但し、マレーシアU-21代表であるハリマウ・ムダに関しては入賞したとしてもこの賞金を受け取ることはできない。その分はマレーシアサッカー協会によって保管されることとなる。しかしながら、2010年に関してはハリマウ・ムダBがこの賞金を受け取っている（その前年は受け取っていない）。

## 参加クラブ（2021シーズン）
| クラブ                            | 本拠地                         |
| --------------------------------- | ------------------------------ |
| FAM-MSNプロジェクト               | セランゴール州シャー・アラム   |
| ジョホール・ダルル・タクジムII FC | ジョホール州ジョホールバル     |
| クランタンFC                      | クランタン州コタバル           |
| クランタン・ユナイテッドFC        | クランタン州コタバル           |
| クチン・シティFC                  | サラワク州クチン               |
| ヌグリ・スンビランFC              | ヌグリ・スンビラン州スレンバン |
| PDRM FC                           | クアラルンプール               |
| ペラFC II                         | ペラ州イポー                   |
| サラワク・ユナイテッドFC          | サラワク州クルボン             |
| セランゴールFC II                 | セランゴール州セラヤン         |
| トレンガヌFC II                   | トレンガヌ州クアラトレンガヌ   |

## 歴代優勝クラブ
| シーズン | 優勝                 | 準優勝                 |
| -------- | -------------------- | ---------------------- |
| 2004     | MPPJ FC              | テレコム・マレーシアFC |
| 2005     | セランゴールFA       | ヌグリ・スンビランFA   |
| 2005–06  | ケダFA               | マラッカFA             |
| 2006–07  | PDRM FA              | UPBマイチームFC        |
| 2007–08  | クアラ・ムダ・ナザFC | PLUS FC                |
| 2009     | ハリマウ・ムダA      | TチームFC              |
| 2010     | FELDAユナイテッドFC  | サバFA                 |
| 2011     | PKNS FC              | サラワクFA             |
| 2012     | ATM FA               | パハンFA               |
| 2013     | サラワクFA           | サイム・ダービーFC     |
| 2014     | PDRM FA              | FELDAユナイテッドFC    |
| 2015     | ケダFA               | ペナンFA               |
| 2016     | ムラカ・ユナイテッド | PKNS FC                |
| 2017     | クアラルンプールFA   | トレンガヌFA           |

### 2004年以前のマレーシア2部
| シーズン | 優勝                             |
| -------- | -------------------------------- |
| 1982–88  | 2部存在せず                      |
| 1989     | Division 2: プルリスFA           |
| 1990     | Division 2: トレンガヌFA         |
| 1991     | Division 2: ヌグリ・スンビランFA |
| 1992     | Division 2: ケダFA               |
| 1993     | Division 2: セランゴールFA       |
| 1994–97  | 2部存在せず                      |
| 1998     | Premier 2: トレンガヌFA          |
| 1999     | Premier 2: ジョホールFA          |
| 2000     | Premier 2: ケランタンFA          |
| 2001     | Premier 2: ジョホールFC          |
| 2002     | Premier 2: ケダFA                |
| 2003     | Premier 2: パブリック・バンクFC  |

### 統計
優勝回数
| #  | クラブ               | 回数 |
| -- | -------------------- | ---- |
| 1  | ケダFA               | 4    |
| 2  | セランゴールFA       | 2    |
| 3  | トレンガヌFA         | 2    |
| 4  | PDRM                 | 2    |
| 5  | ジョホールFA         | 1    |
| 6  | プルリスFA           | 1    |
| 7  | ヌグリ・スンビランFA | 1    |
| 8  | MPPJ FC              | 1    |
| 9  | ケランタンFA         | 1    |
| 10 | ジョホールFC         | 1    |
| 11 | パブリック・バンクFC | 1    |
| 12 | クアラ・ムダ・ナザFC | 1    |
| 13 | ハリマウ・ムダA      | 1    |
| 14 | FELDAユナイテッドFC  | 1    |
| 15 | PKNS FC              | 1    |
| 16 | ATM FA               | 1    |
| 17 | サラワクFA           | 1    |
| 18 | ムラカ・ユナイテッド | 1    |
| 19 | クアラルンプールFA   | 1    |

## 主要タイトル

### トレブル
| 年   | クラブ         | タイトル                                             |
| ---- | -------------- | ---------------------------------------------------- |
| 2005 | セランゴールFA | プレミアリーグ、ピアラFAマレーシア、マレーシアカップ |

## 選手

### 得点王
| シーズン | 選手名                                            | クラブ                 | 得点 |
| -------- | ------------------------------------------------- | ---------------------- | ---- |
| 1989     | Praduphan Jarunya                                 | プルリスFA             | 13   |
| 1990     | モハマド・ハシム・ムスタファ Boonphop Praphut     | ケランタンFA           | 13   |
| 1991     | マーシャル・ソーパー                              | ペナンFA               | 11   |
| 1992     | Dariusz Dudala                                    | ケランタンFA           | 9    |
| 1993     | アリスター・エドワーズ                            | シンガポールFA         |      |
| 1998     | セイドゥ・イッシフ                                | トレンガヌFA           | 8    |
| 1999     | ルスディ・スパルマン                              | セランゴールFA         | 15   |
| 2000     | アヌアル・アブー・バカル                          | ケランタンFA           | 12   |
| 2001     | スハルミン・ユスフ シャーリン・アブドゥル・マジド | サバFA                 | 12   |
| 2002     | イサック・クッフル                                | テレコム・マレーシアFC | 22   |
| 2003     | フアン・マヌエル・アロステグイ                    | MPPJ FC                | 33   |
| 2004     | ブリアン・ディエゴ・フェンテス                    | セランゴールFA         | 25   |
| 2005     | バンバン・パムンカス                              | セランゴールFA         | 23   |
| 2006     | グスタヴォ・フェンテス                            | マラッカFA             | 18   |
| 2007     | マリン・ミカッチ                                  | UPBマイチームFC        | 13   |
| 2008     | モハメド・ムスタファ・ンディアイェ                | ケランタンFA           | 27   |
| 2009     | モハマド・ハリス・サフワン・モハマド・カマル      | UPBマイチームFC        | 24   |
| 2010     | モハマド・ザンリ・ハッサン                        | PKNS FC                | 11   |
| 2011     | モハマド・フィトゥリ・オマール                    | ムアル・シティFC       | 16   |
| 2012     | カイルル・イズアン・アブドゥッラー                | PDRM FA                | 27   |
| 2013     | カルロ・プリモラッチ                              | サイム・ダービーFC     | 24   |
| 2014     | ビリー・メフメト                                  | ケダFA                 | 23   |
| 2015     | フランシス・ドー                                  | ヌグリ・スンビランFA   | 17   |
| 2016     | イリヤ・スパソイェヴィッチ                        | ムラカ・ユナイテッド   | 24   |
| 2017     | ギリェルメ・デ・パウラ                            | クアラルンプールFA     | 27   |